# Wydział Nauk o Zdrowiu Uniwersytetu Medycznego im. Piastów Śląskich we Wrocławiu
Wydział Nauk o Zdrowiu Uniwersytetu Medycznego im. Piastów Śląskich we Wrocławiu – jednostka naukowo-dydaktyczna, która powstała w 1978 roku i będąca jednym z trzech wydziałów Uniwersytetu Medycznego im. Piastów Śląskich we Wrocławiu. Jego siedziba znajduje się przy ul. Kazimierza Bartla 5 we Wrocławiu.

## Struktura
- Katedra Fizjoterapii

- Samodzielna Pracownia Ergonomii i Monitoringu Biomedycznego
- Zakład Fizjoterapii
- Zakład Klinicznych Podstaw Fizjoterapii
- Zakład Rehabilitacji w Dysfunkcjach Narządu Ruchu
- Katedra Pielęgniarstwa i Położnictwa

- Zakład Pielęgniarstwa Anestezjologicznego i Zabiegowego
- Zakład Pielęgniarstwa Internistycznego
- Zakład Pielęgniarstwa Rodzinnego i Pediatrycznego
- Zakład Położnictwa i Pielęgniarstwa Ginekologiczno-Położniczego
- Katedra Ratownictwa Medycznego

- Zakład Ratownictwa Medycznego
- Katedra Zdrowia Populacyjnego

- Zakład Badań Populacyjnych i Profilaktyki Chorób Cywilizacyjnych
- Zakład Epidemiologii i Edukacji Zdrowotnej
- Zakład Zdrowia Publicznego
- Zakład Zdrowia Środowiskowego i Medycyny Pracy
- Zakład Nauk Podstawowych[3]

## Kształcenie
Wydział kształci studentów na pięciu kierunkach w trybie stacjonarnym i niestacjonarnym:
- zdrowie publiczne
- pielęgniarstwo
- położnictwo
- ratownictwo medyczne
- fizjoterapia.[4]

## Władze
Dziekan: dr hab. Anna Kołcz

Prodziekan ds. Rozwoju i Organizacji: dr hab. Aleksandra Królikowska

Prodziekan ds. Kształcenia: prof. uczelni, dr Monika Przestrzelska

Prodziekan ds. Studentów: dr Łukasz Rypicz